# Hawaliya
Hawaliya era la capital d'un districte fronterer entre territori hitita i Lukka, situat a la vall del riu Hulaya. El país de Lukka la va ocupar temporalment al començament del regnat d'Hattusilis III, però va ser recuperada pels hitites al cap d'un parell d'anys.